# Antenas Proeletronic
Fundada em dezembro de 1991 em São José dos Campos, a Proqualit iniciou suas atividades atendendo indústrias da região do Vale do Paraíba em serviços de industrialização e desenvolvimento de produtos eletrônicos.
A partir de janeiro de 1994, a empresa passou a desenvolver e fabricar produtos para recepção e distribuição de sinais de TV (aberta e paga), TV Digital, segurança, áudio e vídeo, telefonia e internet, com a marca registrada Proeletronic.

## Mudança
Em 2001 entra em nova fase de sua história, com maturidade e experiência muda-se para Guararema / São Paulo, em uma área de 30.000m² e 2500m² de área construída. Como resultado de um crecimento médio de 30% ao ano, em 2007 inaugura mais uma ampliação de 2.500 m², totalizando 5.000 m² de área industrial, onde hoje conta com mais de 180 profissionais.

## Nova Filial
No dia 13 de abril de 2010, o Governador de Pernambuco Eduardo Campos, o Secretário de Desenvolvimento Econômico, Drº Fernando Bezerra Coelho, o Prefeito Drº Hely Farias Júnior e os Executivos da Proeletronic assinaram um protocolo de intenções para marcar a instalação de uma nova filial da empresa em Pernambuco, na cidade de Rio Formoso.
A fábrica de Rio Formoso será especializada em fabricar antenas para recepção e transmissão de internet wireless, para telefonia celular, para MMDS, para satélite banda KU e para TV digital UHF. Acoplada à indústria ficará a central de distribuição, responsável por escoar produtos eletroeletrônicos de recepção e transmissão de sinais de áudio, vídeo e dados para regiões Norte, Nordeste e Centro-Oeste, fabricados em suas unidades instaladas na região Sudeste ou por terceiros em unidades industriais diversas no território nacional, além dos importados para todo território nacional e América Latina. A chegada e saída será feita através de Suape.
Os projetos da Proqualit Telecom somam R$ 12 milhões e permitirão a geração de 180 empregos diretos. A empresa pretende iniciar as obras de construção civil e instalações fabris até agosto próximo e planeja inaugurá-la em dezembro de 2011.